# Padang Tangah Payobadar
Padang Tangah Payobadar is een bestuurslaag in het regentschap Payakumbuh van de provincie West-Sumatra, Indonesië. Padang Tangah Payobadar telt 3076 inwoners (volkstelling 2010).